# جف پازنر
جف پازنر (انگلیسی: Geoff Posner؛ زادهٔ ۷ ژوئیهٔ ۱۹۴۹) کارگردان تلویزیونی و تهیه‌کننده تلویزیونی اهل بریتانیا است. وی در سال ۲۰۱۶ از دانشگاه اسکس مدرک دکترای افتخاری دریافت کرد.
از فیلم‌ها یا مجموعه‌های تلویزیونی که وی در آن‌ها نقش داشته‌است، می‌توان به بلک ادر، بریتانیای کوچک و ویکتوریا وود با تمام مخلفات اشاره نمود.